# László Csatáry
László Csatáry (n. 5 martie 1915, Mány, Váli járás⁠(d), Țările Coroanei Sfântului Ștefan, Ungaria – d. 10 august 2013, Budapesta, Ungaria) a fost un criminal de război nazist, maghiar, șef de poliție în Košice, Cehoslovacia în timpul celui de-al Doilea Război Mondial. 
A participat la deportarea a aproximativ 15.700 de evrei slovaci spre lagărul de exterminare Auschwitz, fiind un ajutor al lui Adolf Eichmann. După război s-a refugiat în Canada, unde a trăit până în 1995, când a fost identificat de canadieni și a revenit în Ungaria. Csatary a fost condamnat la moarte în Cehoslovacia în anul 1948 pentru crime de război. Ziariști britanici l-au identificat în iulie 2012 la Budapesta, Ungaria unde Csatáry a trăit sub numele său real timp de 17 ani (1995). La 18 iulie 2012, s-a făcut public că a fost pus în stare de arest la domiciliu.